# Jenn
Jenn ist als eine Kurzform von Jennifer ein englischer weiblicher Vorname, der meist in den USA auftritt.

## Namensträgerinnen
- Jenn McAllister (* 1996), US-amerikanische Schauspielerin
- Jenn Murray (* 1986), nordirische Filmschauspielerin
- Jenn Proske (* 1987), kanadisch-US-amerikanische Schauspielerin